# Monts et merveilles
Monts et merveilles är en låt framförd av den franska sångerskan Louisa Baïleche. Låten var Frankrikes bidrag i Eurovision Song Contest 2003 i Riga i Lettland. Låten är skriven av Hocine Hallaf.
Bidraget framfördes i finalen den 24 maj och slutade där på artonde plats med 19 poäng.